# Ban Choumphoy
Ban Choumphoy – wieś położona w południowo-wschodnim Laosie, w prowincji Attapu, w dystrykcie Sanamxay.